# Pablo Arias Echeverría
Pablo Arias Echeverría (nascido em 30 de junho de 1970 em Madrid) é um político espanhol do Partido Popular que serviu como deputado ao Parlamento Europeu de 2009 a 2014 e novamente a partir de 2019.

Ao longo da sua legislatura, Arias Echeverría actuou na Comissão do Mercado Interno e da Protecção do Consumidor. Além das suas atribuições na comissão, ele faz parte da delegação do parlamento para as relações com os Estados Unidos.